# NGC 6845D
NGC 6845D is een spiraalvormig sterrenstelsel in het sterrenbeeld Telescoop. Het hemelobject werd op 7 juli 1834 ontdekt door de Britse astronoom John Herschel.

## Synoniemen
- ESO 284-8B
- A 1957-47B
- PGC 63978